# Nhật Quang, Phù Cừ
Nhật Quang là một xã thuộc huyện Phù Cừ, tỉnh Hưng Yên, Việt Nam.

## Địa lý
Xã Nhật Quang nằm ở trung tâm huyện Phù Cừ, là cửa ngõ giao thương giữa tỉnh Hưng Yên với tỉnh Hải Dương, có vị trí địa lý
- Phía đông giáp tỉnh Hải Dương với ranh giới là sông Cửu An
- Phía tây giáp xã Đình Cao và xã Tống Phan
- Phía nam giáp xã Tiên Tiến và xã Tam Đa
- Phía bắc giáp xã Quang Hưng và xã Tống Phan.

Xã Nhật Quang có diện tích 5,12 km², dân số năm 2019 là 5.768 người, mật độ dân số đạt 1.176 người/km².

## Hành chính
Xã Nhật Quang được chia thành 3 thôn: Nhật Lệ, Quang Yên, Tân An.
Trụ sở UBND xã đặt tại thôn Quang Yên

## Lịch sử
Sau năm 1946, Nhật Quang là một xã thuộc huyện Phù Cừ.
Ngày 26 tháng 1 năm 1968, tỉnh Hưng Yên hợp nhất với tỉnh Hải Dương thành tỉnh Hải Hưng và xã Nhật Quang thuộc huyện Phù Cừ, tỉnh Hải Hưng.
Ngày 11 tháng 3 năm 1977, Hội đồng Chính phủ ban hành Quyết định 58-CP về việc hợp nhất hai huyện Phù Cừ và Tiên Lữ thành huyện Phù Tiên và xã Nhật Quang thuộc huyện Phù Tiên, tỉnh Hải Hưng.
Ngày 6 tháng 11 năm 1996, Quốc hội ban hành Nghị quyết về việc chia tỉnh Hải Hưng thành 2 tỉnh Hải Dương và Hưng Yên và xã Nhật Quang thuộc huyện Phù Tiên, tỉnh Hưng Yên.
Ngày 24 tháng 2 năm 1997, Chính phủ ban hành Nghị định 17-CP về việc chuyển xã Nhật Quang thuộc huyện Phù Tiên về huyện Phù Cừ mới tái lập quản lý.

## Kinh tế
Đây là một xã kinh tế thuần nông, kinh tế nông nghiệp đóng vai trò chủ đạo, các lĩnh vực dịch vụ, công nghiệp chưa phát triển. Tuy nhiên trong những năm gần đây, nền kinh tế của xã có sự chuyển biến tích cực nhờ vào lượng tiền từ Kiều bào và người dân gốc Nhật Quang ở nhiều nơi gửi về.
Hiện nay xã đang phát triển mô hình kinh tế trang trại, các loại hình doanh nghiệp cũng đang có bước phát triển

#### Định  hướng phát triển- sáp nhập==
Xã Nhật Quang dự kiến sẽ trở thành đô thị loại V vào năm 2030 theo quy hoạch tỉnh đã được duyệt,như vậy sẽ không phải sáp nhập.

### Lao động
Xã có khoảng 3.500 người trong độ tuổi lao động, toàn xã có hơn 200 người đang đi xuất khẩu lao động và làm việc tại các nước như: Nhật, Hàn, Đài Loan, Angola,... đứng thứ 2 toàn huyện. Hàng năm đem lại gần 50 tỷ kiều hối. Nhờ số tiền này hỗ trợ mà bộ mặt xã thay đổi nhanh chóng.
"2030"

## Du lịch
- Đền Bà (còn gọi là Chùa Bà) tọa lạc tại thôn Tân An, thờ Nguyên Phi Ỷ Lan Hoàng Thái Hậu triều nhà Lý, có phong cảnh đẹp và giá trị kiến trúc nghệ thuật cao, có giá trị lịch sử lâu đời và được xếp hạng di tích lịch sử văn hóa cấp quốc gia. Hàng năm đền mở hội từ ngày 20 đến 24 tháng 7 âm lịch.
- Nhà thờ giáo họ Quang Lệ,Quang Yên, nơi lưu giữ trầm tích lịch sử hàng trăm năm  thiên chúa giáo du nhập vào xã.
- Chùa Thôn Nhật Lệ với gốc Lộc Vừng cổ thụ, là nơi sinh hoạt văn hóa, tín ngưỡng của người dân trong thôn.đang hòan tất thủ tục xếp hạng di tích LS cấp tỉnh.
- Khu lăng cụ Tuần Nhật, vị Tuần phủ đáng kính người Nhật Quang , đã có công phát cháo chẩn cho dân quanh vùng trong đại nạn đói 1945, hiện nay còn sót lại khu lăng mộ đá, voi đá, ngựa đá rất có giá trị lịch sử.
- Ngoài ra xã còn nhiều căn nhà ngói 5 gian, 3 gian có niên đại 70, 80 năm, mang giá trị kiến trúc tiêu biểu vùng nông thôn đồng bằng bắc bộ, cần được gìn giữ trước quá trình đô thị hóa nhanh chóng.

## Giao thông
Các tuyến đường giao thông chạy qua địa bàn xã:
- Đườngquốc lộ 38B mới (Thành phố Hưng Yên - Khu Đại học Phố Hiến - Tiên Lữ - Nhật Quang) kết nối Quốc lộ 37 đi cầu Yên Lệnh và Quốc lộ 39A...
- Tỉnh lộ 386 từ La Tiến đi Ân Thi
- DH64 dọc sông Cửu An từ Minh Tân - Quang Hưng - Nhật Quang đi Tam Đa - Nguyên Hòa.
- Đường liên xã chạy đến trung tâm xã kết nối với các tuyến đường trong huyện.
- Đường GTNT liên xã từ cổng làng Quang Yên (DH 80) đi DH 64 bề rộng 5,5M trải nhựa, lề đường mỗi bên 1 M kè đá Taluy giúp nhân dân đi lại thuận tiện.
- Đề xuất, kiến nghị các cấp ủy xây cầu bắc qua sông Cửu An tại vị trí chợ Nhật cũ sang Đảo Cò xã Chi Lăng Nam (Thanh Miện, Hải Dương)  nhằm phá thế đường cụt,để nhân dân đi lại thuận tiện. Giúp tạo đà phát triển kinh tế, giao thương cho xã.